# 五龙潭 (济南)

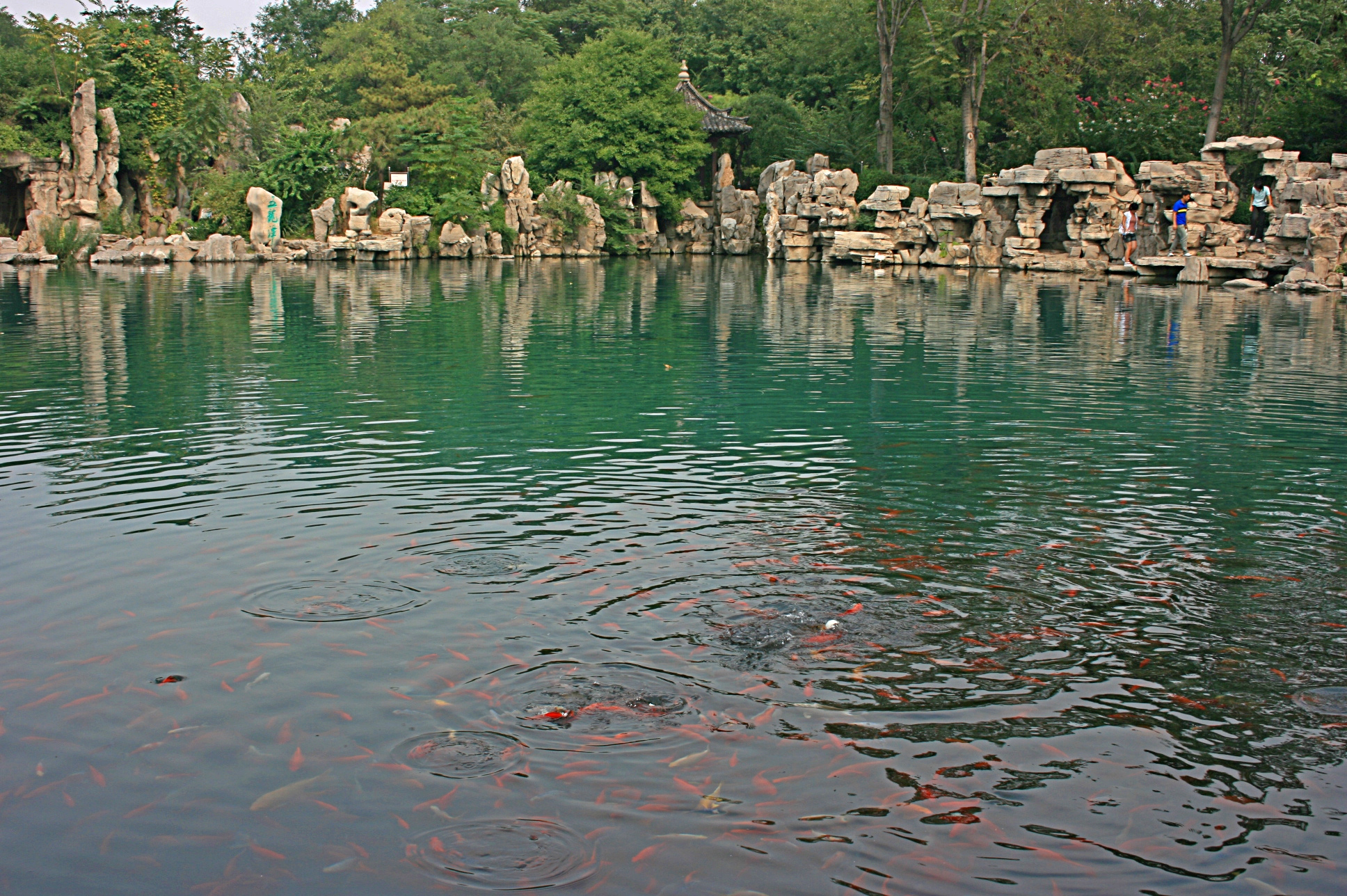
五龙潭

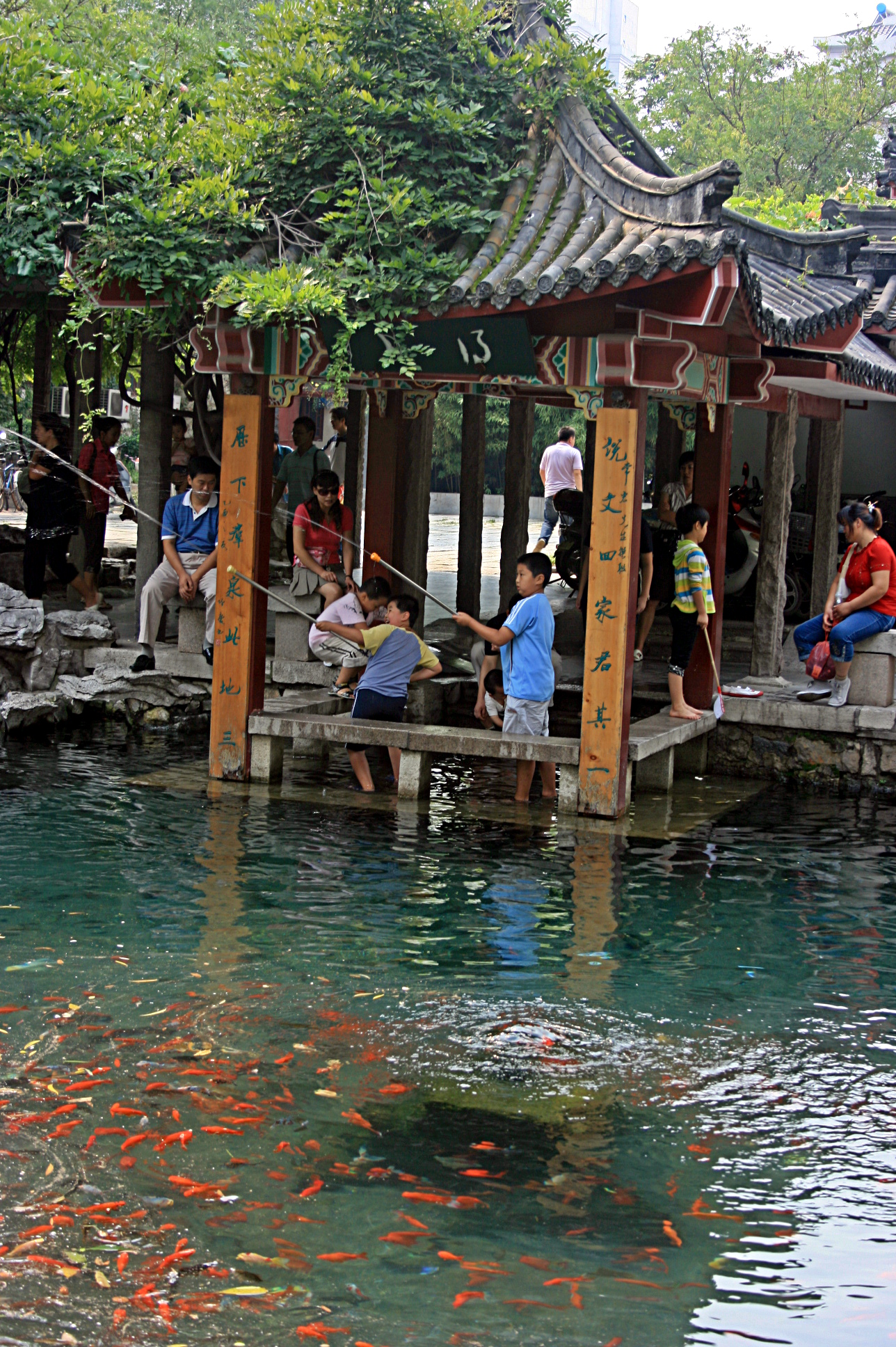
五龙潭泉池边的亭子

五龙潭（36°39′54.36″N 117°0′30.96″E / 36.6651000°N 117.0086000°E）位于山东省济南市天桥区筐市街18号，是济南四大泉群之一，与趵突泉景区仅一街之隔，亦是四大泉群中唯一不位于历下区者（其余的趵突泉、黑虎泉、珍珠泉都位于历下区）。
五龙潭又称龙居泉、灰湾泉，长约70米，宽约35米，深约6米，是济南最深的一处泉水。五龙潭与周围的古温泉、官家池、回马泉、月牙泉、濂泉、玉泉等构成五龙潭泉群。五龙潭边有名士阁，为二层仿古建筑，可站在二层眺望五龙潭全景。
五龙潭内的月牙泉是七十二名泉内水位最高者，需达到29米才会喷涌。
原中共山东省委秘书处于1923年至1927年在济南老城西门外的东流水街办公，1985年五龙潭公园整修时将其并入。今为山东省文物保护单位。
原先游客进入五龙潭需购买5元钱的门票，自2019年9月29日起，五龙潭景区免费向游人开放。

## 五龙潭泉群
- 古温泉
- 贤清泉
- 天镜泉
- 月牙泉
- 西蜜脂泉
- 官家泉
- 回马泉
- 虬溪泉
- 玉泉
- 濂泉